# Delissea argutidentata
Delissea argutidentata är en klockväxtart som först beskrevs av Franz Elfried Wimmer, och fick sitt nu gällande namn av Harold St.John. Delissea argutidentata ingår i släktet Delissea, och familjen klockväxter. Inga underarter finns listade i Catalogue of Life.